# LM-49
LM-49（ロシア語: ЛМ-49）は、かつてソビエト連邦（現：ロシア連邦）各地の路面電車で使用されていた電車。輸送力増強や軽量化を目的に開発され、同型の付随車であるLP-49（ЛП-49）と共に1949年から1968年にかけて製造された。

## 開発までの経緯
第二次世界大戦後、復旧が進むソビエト連邦各都市の路面電車では、輸送力を補うための車両増強が大きな課題となっていた。レニングラード市電も例外ではなく、戦災で破壊された車両を復旧したLM-47（電動車）やLP-47（付随車）が導入されたが、全金属製車体を採用したために重量が増加した事に加え、戦災復旧車であった事から使用可能な部品が限られる等の欠点を有していた。そこで1948年、レニングラード向けに路面電車の製造を行っていた車両修理工場（→ペテルブルク路面電車機械工場）は、輸送力の増強に加えて車体重量の軽減と耐久性の向上を両立させた新型車両の開発に取り掛かる事を決定した。その成果として製造されたのがLM-49（電動車）およびLP-49（付随車）である。

## 概要
LM-49・LP-49共に車体の基本レイアウトはLM-47・LP-47を踏襲し、ループ線が存在する路線での運用を前提に乗降扉は右側3箇所に設置され、電動車のLM-49は片側のみ運転台が存在した。一方、LM-47・LP-47で問題視された重量の増加を解消するため、LM-49・LP-49の車体構造には従来の頑丈だが重量が嵩む台枠構造ではなく、鋼管を溶接した構造で車体の応力を受け持つスケルトン工法を用いたモノコック構造が採用された。これにより、全鋼製車体を有しながらも大幅な軽量化が実現し、木製車体を有するLM-33（22.5 t）やLP-33（15.7 t）と比べてLM-49の自重は19.5 t、LP-49は13.8 tに減少した。また、乗降扉にはLM-33やLM-47で使用された折り戸ではなく、横に開く引き戸式の両開き扉が用いられた。車体の一部には腐食を抑えるためクロムメッキによる補強が行われた。
車内には進行方向右側に2人掛け、左側に1人掛けのクロスシートが配置され、当初は従来の車両のような硬い座席が用いられたが、後にクッションが内蔵された革張り座席へと交換された。車掌台は中央の乗降扉付近に設置され、乗客は中央扉から乗車し前後の扉から降車する流れとなっていた。
台車はLM-49・LP-49共に軸箱支持用にイコライザーと呼ばれる弓形の梁を搭載した形態のものを使用しており、制動を伝えるための機械式ディスクブレーキも設置された。電動車のLM-49の台車には主電動機が搭載されており、当初は付随車（LP-49）を連結しない事を前提とし1基のみ設置された車両も製造されたが、後に他車と同様2基に増設された。またLM-49には暖房やアラーム、車内照明に用いられる補助電源装置が設置され、LP-49には連結時に繋がれるケーブルを介して電流が送られる構造となっていた。
運転台からの速度制御については、集電装置（菱形パンタグラフ、ビューゲル）から主電動機に流れる電流を制御器で直接操作する「直接制御」が採用された。これによりメンテナンスが容易になり細かな速度制御も可能となった反面、騒音が増加した他、ハンドルの動作が重くなるという欠点が生じた。制動装置には電気ブレーキ、空気ブレーキ、手ブレーキが使用された。

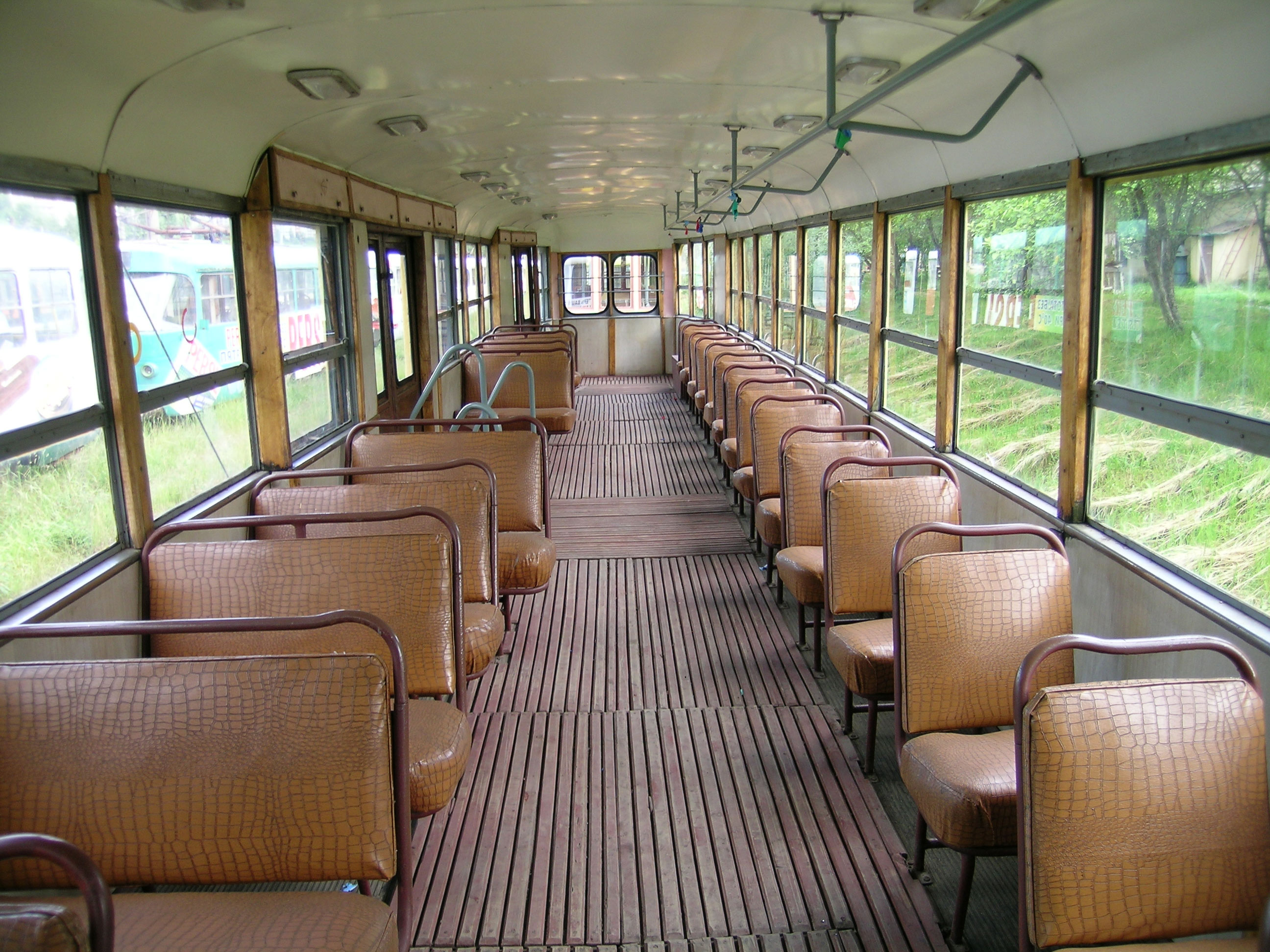
車内
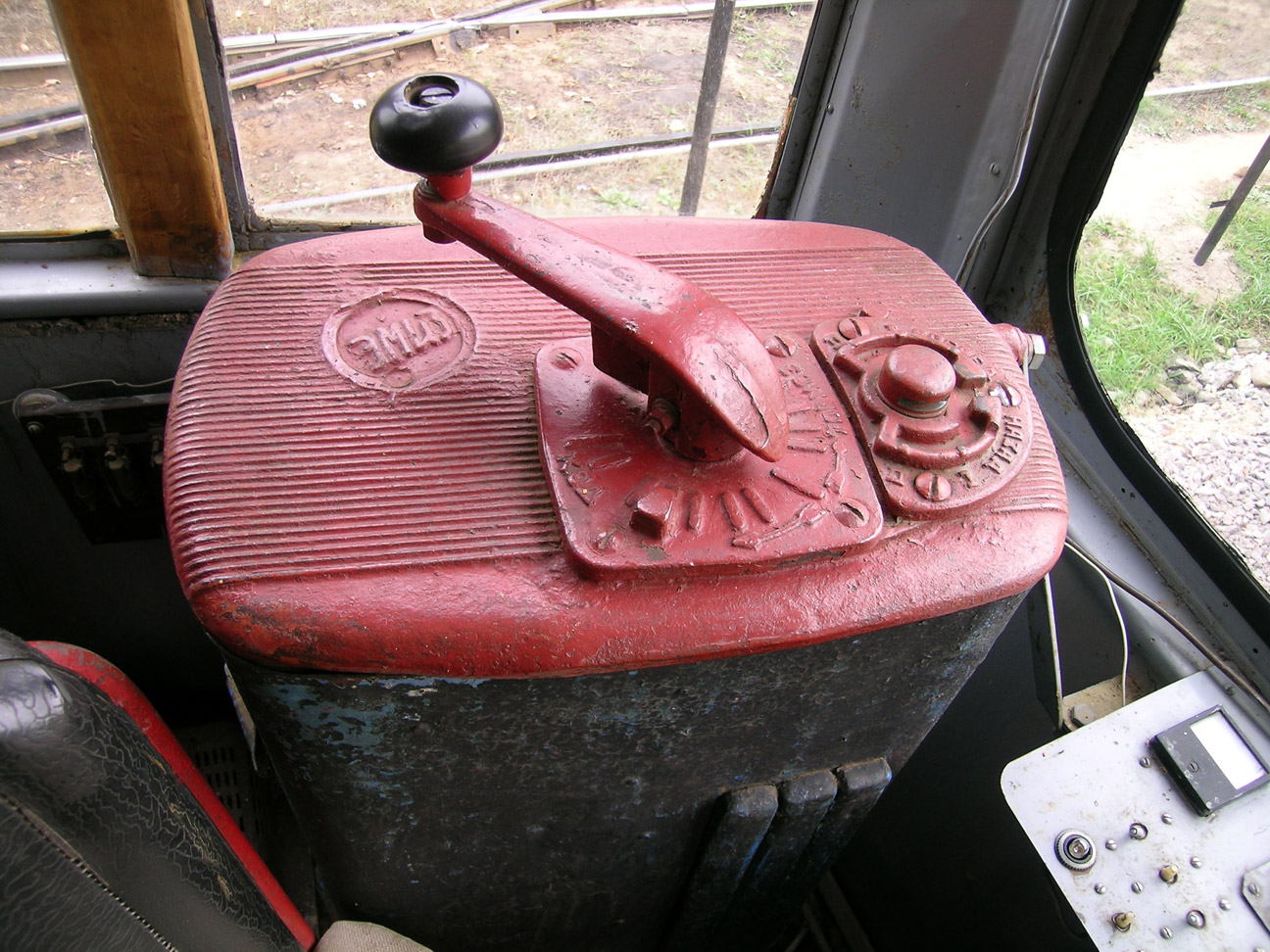
直接制御方式を採用した運転台
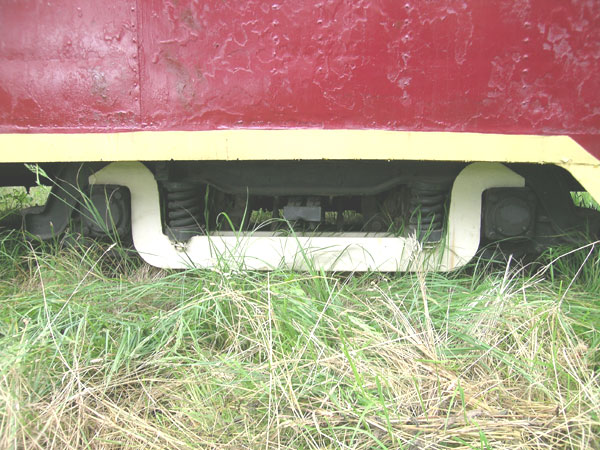
台車
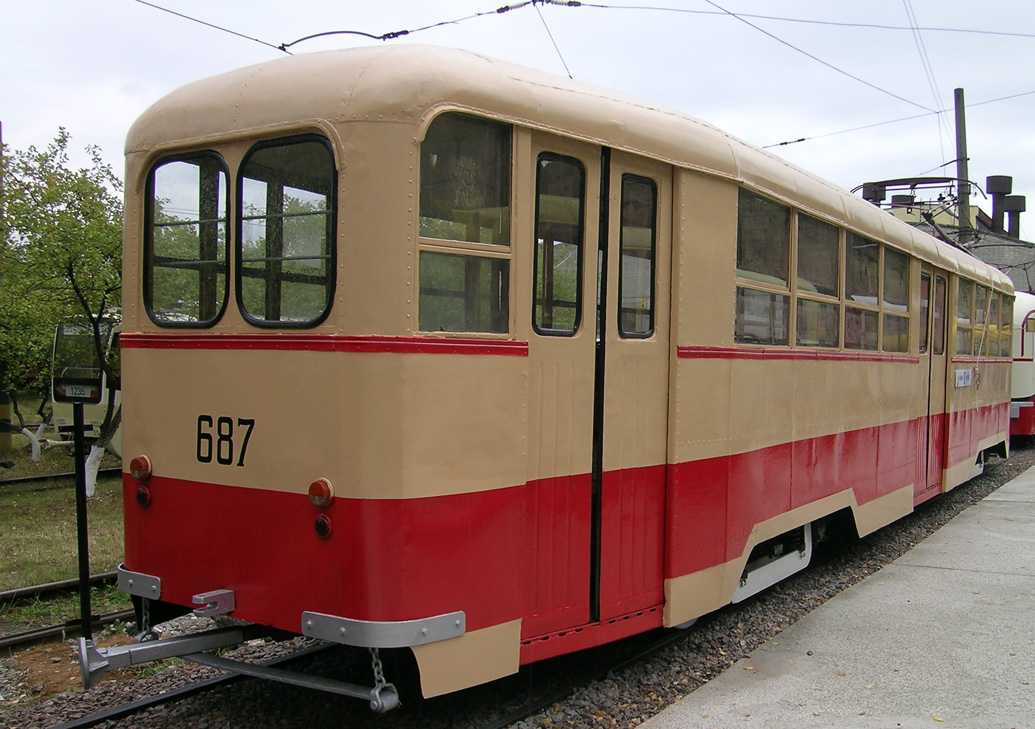
LM-49の後方には運転台がない

## 運用

### レニングラード
1948年からレニングラード路面電車修理工場内で立ち上げられたプロジェクトチームによって開発が行われ、1949年から製造が始まった。地下鉄（レニングラード地下鉄）網の整備により路面電車路線が縮小した事や後継車両となるLM-57の製造が始まった事により、電動車のLM-49の製造は1960年に終了した一方、同年代以降郊外への大規模な宅地開発と合わせて路面電車の延伸が多数実施され、従来の車両数では輸送力不足となった事から、1列車の定員数を増加させるため1962年、1966年、1968年に付随車のLP-49の増備が行われた。これにより、LM-49・LP-49を用いた列車は全て2・3両編成となった。レニングラード市電に導入された総数は555両（LM-49：287両、LP-49：268両）で、車体上半分に象牙色が用いられた塗装からレニングラード市民の間からは「象（Интересно）」と言う愛称で親しまれた。
LM-68Mを始めとした新型車両への置き換えにより1970年代以降廃車が進み、1983年をもって電動車のLM-49は営業運転を終了したが、付随車のLP-49については一部がLM-68Mの後方に連結され翌1984年まで使用された。この新旧車両による混結編成は市民から「恐竜（динозаврами）」の愛称で呼ばれていた。
これらの車両のうち、1983年の廃車後に事業用車両に改造されたLM-49（3691）と、1980年代に廃車された後に倉庫として用いられたLP-49（3990）、合計2両が1997年に動態復元され、2020年現在ペテルブルク電気車両博物館（Ретро-трамвай — петербургская классика）で保存されている。

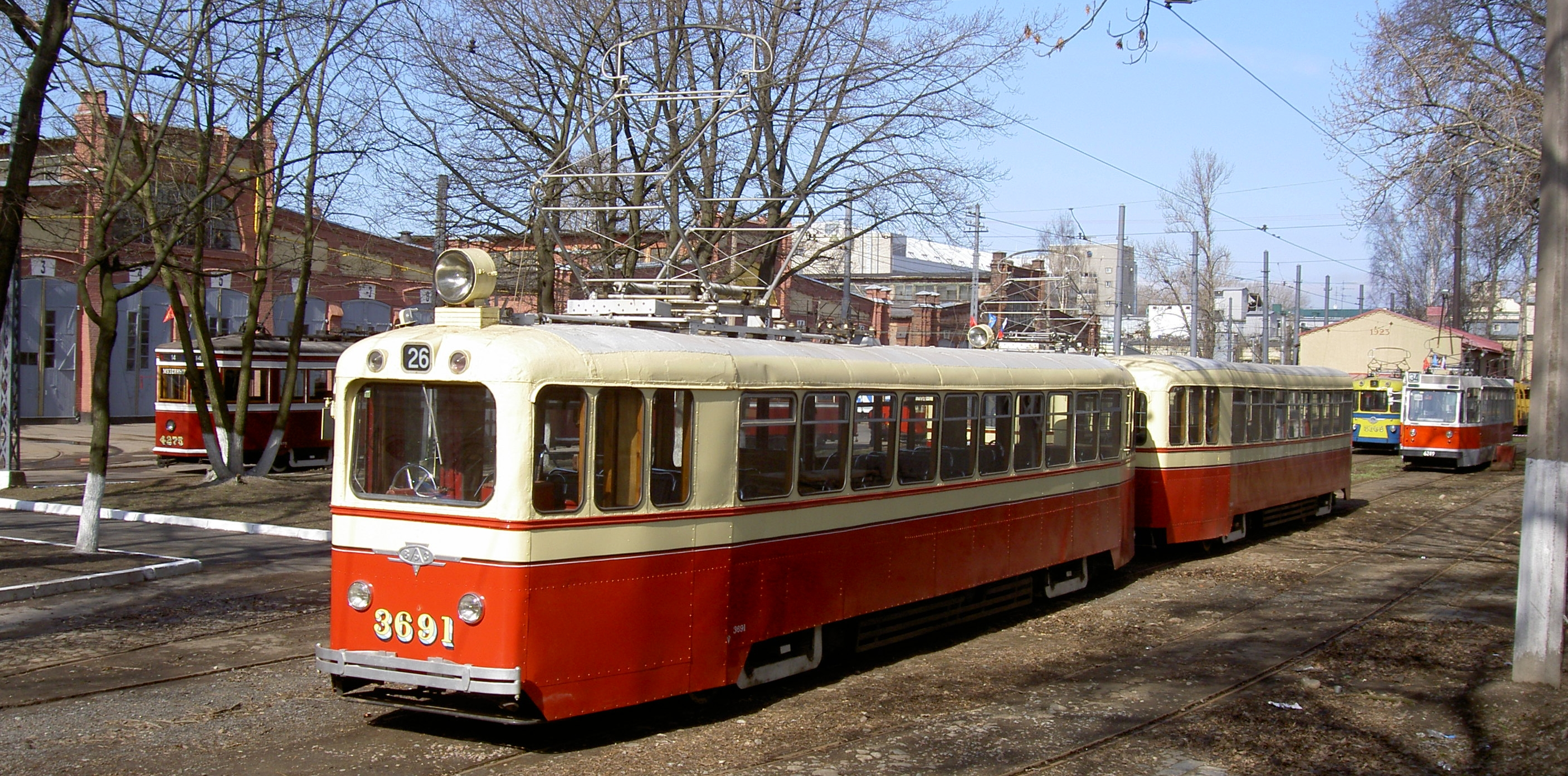
動態保存されているLM-49 + LP-49（2008年撮影）
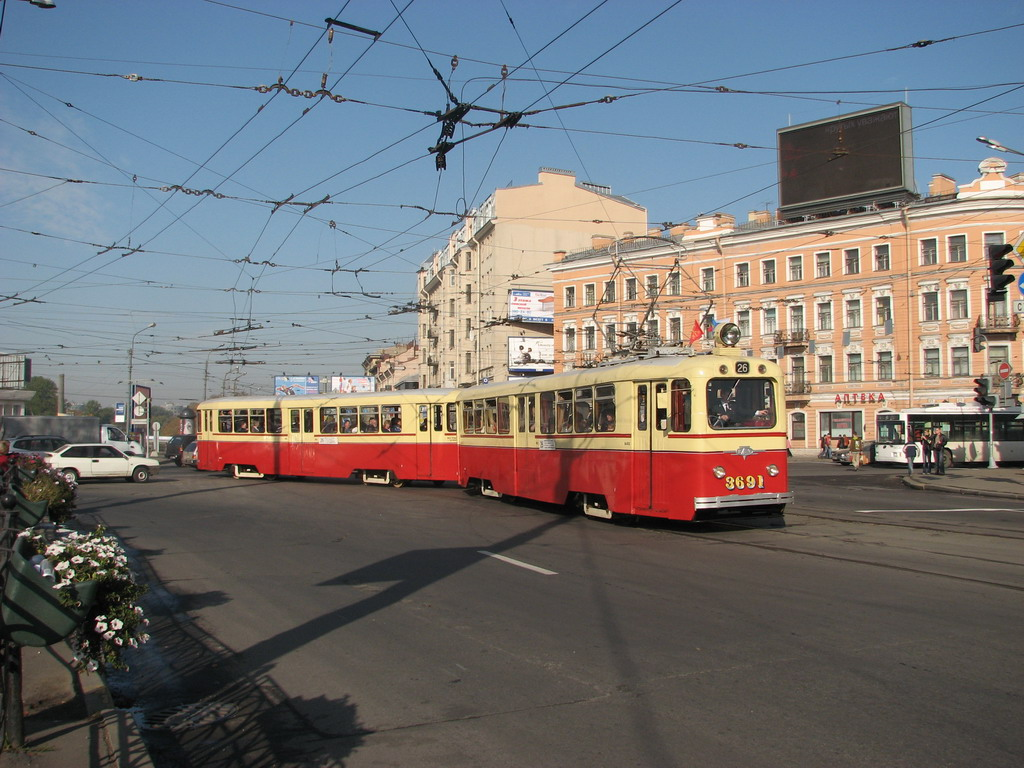
保存運転中のLM-49 + LP-49（2007年撮影）

### その他
LM-49・LP-49は、車両修理工場（→ペテルブルク路面電車機械工場）がレニングラード以外の都市に向けて製造した初の路面電車車両で、以下の都市に向けて導入が行われ、各都市の輸送力増強に大きく貢献した。
- ゴーリキー（現：ニジニ・ノヴゴロド）（ゴーリキー市電）
- マグニトゴルスク（マグニトゴルスク市電）
- ノヴォクズネツク（ノヴォクズネツク市電）
- ミンスク（ミンスク市電）

これらの都市でも1970年代以降は後継車両の投入により営業運転から撤退し、最後まで使用されていたゴーリキー市電（現：ニジニ・ノヴゴロド市電）からも1987年をもって引退した。2020年現在、ニジニ・ノヴゴロドで1両（LM-49）が走行可能な状態で保存されている他、ミンスクでも1両（LM-49）が静態保存されている。

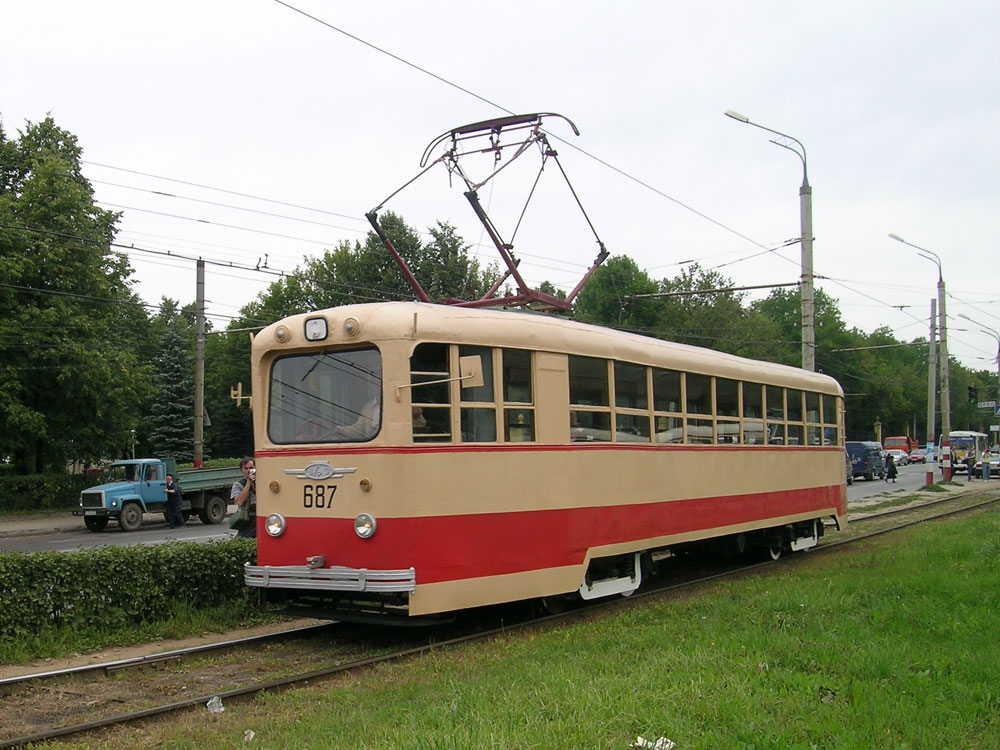
動態保存運転中のニジニ・ノヴゴロドのLM-49（2006年撮影）